# Darābād
Darābād (persiska: در آباد) är en ort i Iran.   Den ligger i provinsen Ardabil, i den nordvästra delen av landet, 400 km nordväst om huvudstaden Teheran. Darābād ligger 1 653 meter över havet och antalet invånare är 430.
Terrängen runt Darābād är kuperad västerut, men österut är den platt. Terrängen runt Darābād sluttar österut.Runt Darābād är det ganska tätbefolkat, med 139 invånare per kvadratkilometer. Närmaste större samhälle är Ardabil, 17,9 km öster om Darābād. Trakten runt Darābād består i huvudsak av gräsmarker.